# Metrònom (oficial)
El Metrònom (Metronomi) era un oficial atenenc equivalent a una mena d'oficial de policia. El seu nombre és incert; alguns diuen que eren quinze (deu pel Pireu i cinc per la ciutat), altres parlen de vint-i-quatre (15 i 9) i altres deu (5 i 5); la quantitat més probable és quinze, 10 per la ciutat i 5 pel Pireu o potser al revés. Els seus deures eren vigilar els pesos i mesures dels comerciants que tenien el pes regulat per llei, i en cas de frau, castigar a l'infractor o rebre les denúncies contra aquests.